# Palast der Republik
Il Palast der Republik (letteralmente: «Palazzo della Repubblica») è stato un edificio di Berlino, che sorgeva nell'attuale Schloßplatz (quartiere Mitte). 
L'edificio fu inaugurato nel 1976 e ospitava la Volkskammer, il parlamento della RDT.
Dal 1990 l'edificio venne chiuso e abbandonato per anni, a causa dell'emissione di fibre di amianto cancerogene, che vennero successivamente rimosse. 
Fu utilizzato nuovamente nei primi anni del 2000 come centro artistico e culturale, ma a seguito di una decisione del Bundestag il palazzo fu demolito. 
Il processo di demolizione iniziò nel febbraio del 2006 e si concluse nel dicembre del 2008.

## Caratteristiche

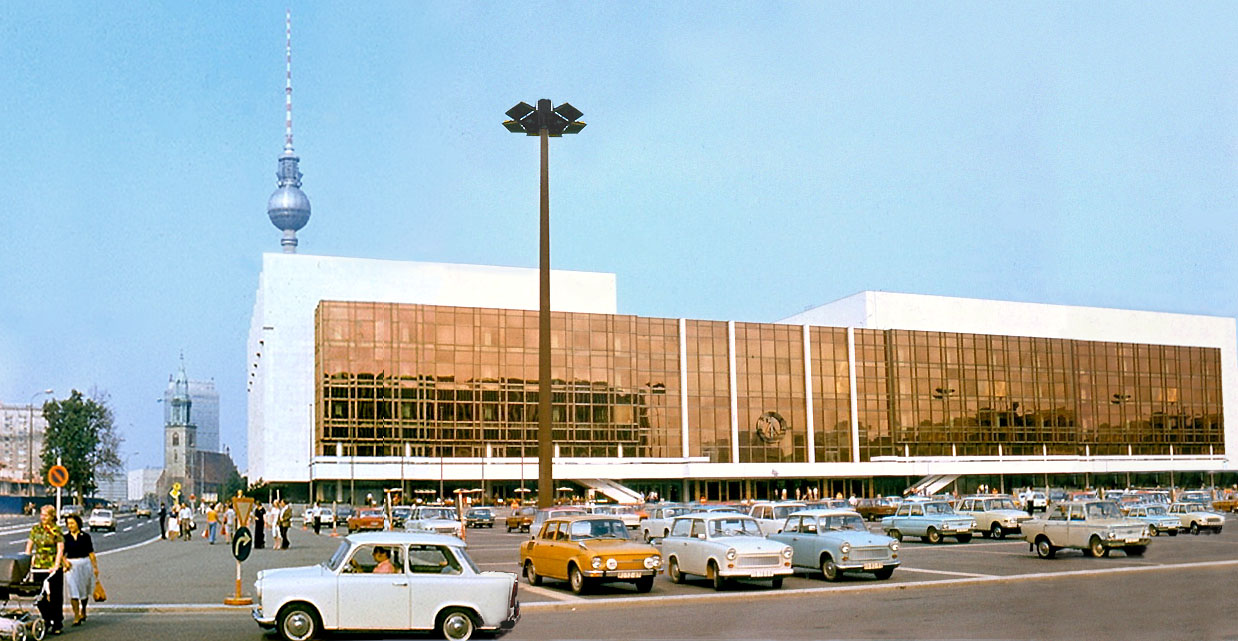
Il Palast der Republik nel 1977

Il Palazzo della Repubblica sorgeva nella Schloßplatz. Fra gli edifici circostanti vi furono il Duomo e l'Altes Museum. 
La facciata principale era larga 180 metri e alta 32. Questa facciata si affacciava direttamente sulla Schloßplatz, mentre quella posteriore dava sul fiume Sprea e sul retrostante Marx-Engels-Forum.
L'edificio fu costruito in acciaio. La facciata era caratterizzata dal contrasto fra i muri in marmo bianco e le vetrate color bronzo. Il foyer ospitava una galleria di sedici dipinti, commissionati dal Ministero della Cultura della RDT, e un gran numero di lampade.
Le estremità nord e sud della costruzione erano occupate da due grandi sale: la piccola (Kleiner Saal) era sede della Volkskammer, la grande (Großer Saal) era utilizzata per grandi eventi musicali, culturali o politici.
Nel palazzo si trovavano poi diverse attività pubbliche tra cui tredici di queste fra ristoranti e bar (i maggiori furono battezzati Linden, Palast e Spree), una grande pista da bowling e una discoteca.

### Sala grande
La Sala grande occupava tutta l'ala più estesa del Palazzo. Si trattava di una grande sala polifunzionale di forma esagonale. Nella variante più capiente, la sala grande era capace di accogliere quasi cinquemila persone a sedere, distribuite su due balconate. L'accesso principale c'era dal foyer del secondo piano. Da qui, tramite alcune rampe di scale, si raggiungevano le gradinate principali oppure si scendeva al primo piano dove si trovavano bagni, diversi telefoni pubblici, un ufficio postale e un'edicola. L'accesso alle gradinate superiori c'era dal quarto piano. Le diverse modulazioni della sala permettevano di ospitare eventi più o meno importanti. La sala era predisposta anche per ospitare serate di gala con tavoli e pista da ballo, spazio ottenuto grazie al sollevamento meccanico delle tribune principali. 

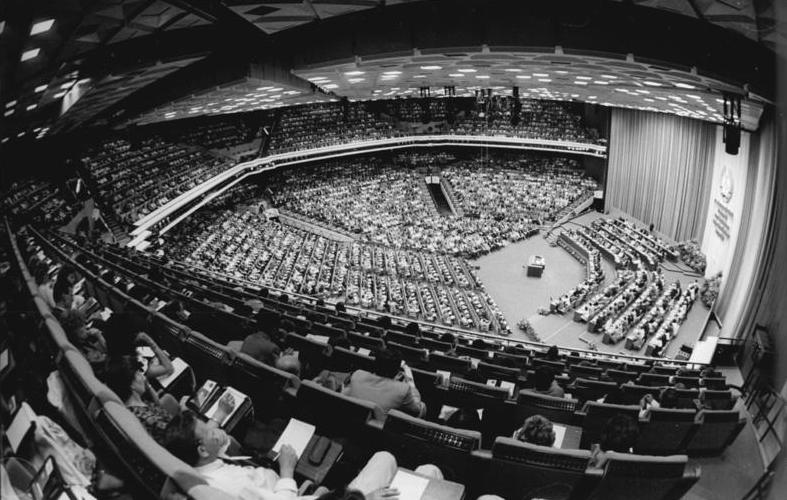
Sala grande predisposta ai grandi congressi (4442 posti a sedere)
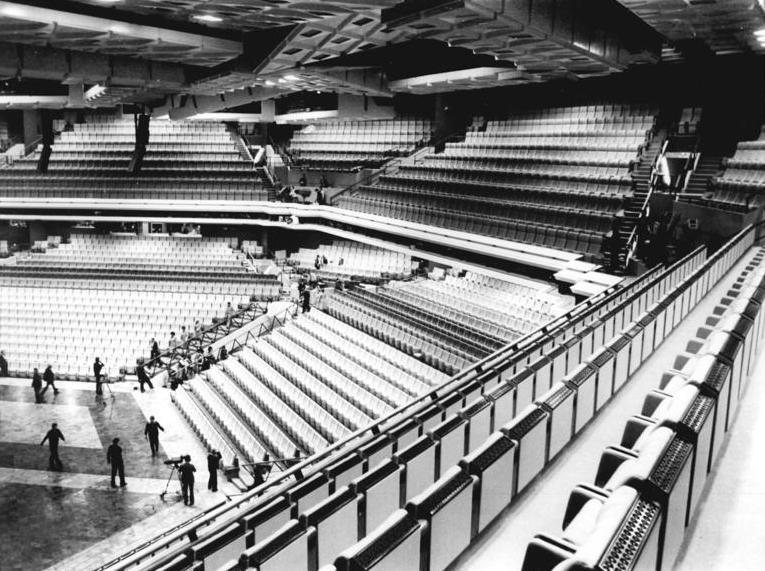
Sala grande predisposta per ospitare spettacoli centrali (3822 posti a sedere).
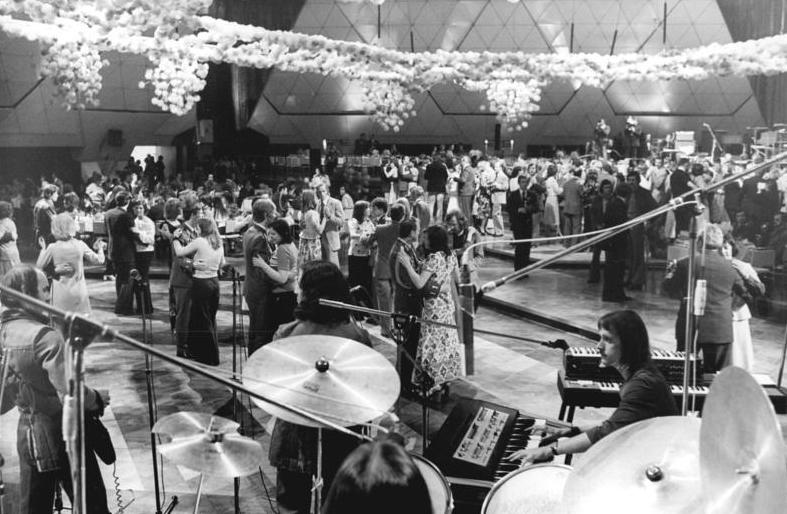
Sala grande predisposta per serata di gala (si notino le tribune sollevate sullo sfondo).
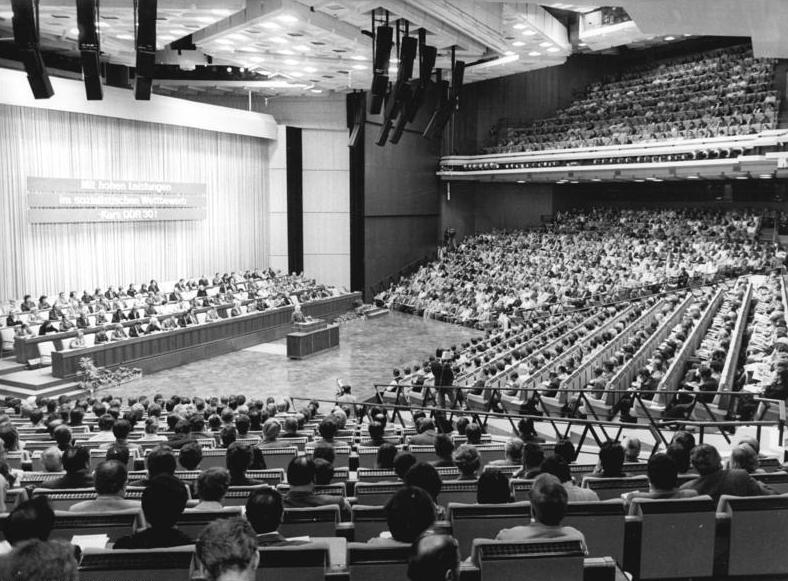
Sala grande predisposta per conferenze più piccole (2818 posti a sedere).

### Volkskammer (sala piccola)

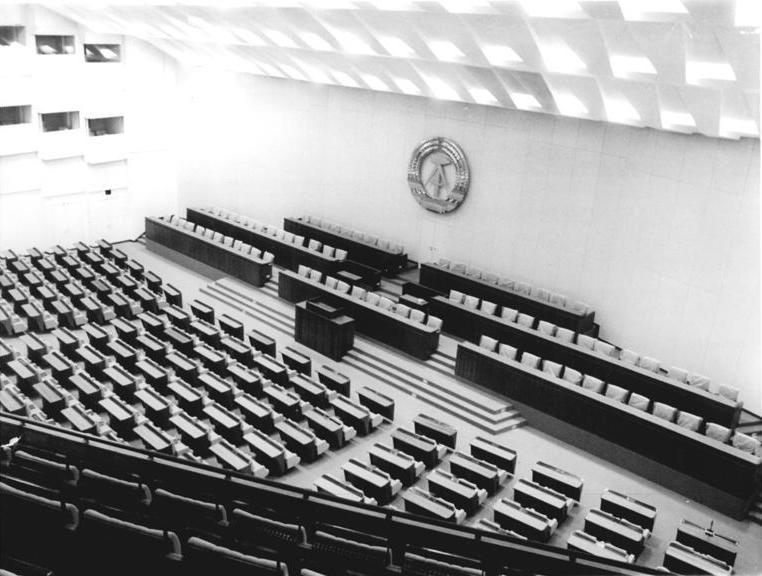
Parlamento (sala piccola)

L'ala meno estesa del palazzo era occupata per gran parte dalla Volkskammer, il parlamento della RDT. L'accesso riservato era situato al primo piano mentre la sala vera e propria si trovava al terzo piano e si estendeva, in altezza, per tre piani. La sala era composta da un palco principale per le autorità, da una platea in cui sedevano i deputati, una balconata per gli ospiti e alcune balconate laterali chiuse. Gli spazi limitrofi alla sala del parlamento, erano occupati da uffici e sale per le riunioni.

### Lungo canale
Nella parte posteriore del palazzo si trovava il lungo canale che si affacciava sul fiume Sprea. Qui si trovavano diversi locali dediti allo svago. 

### Corpo centrale

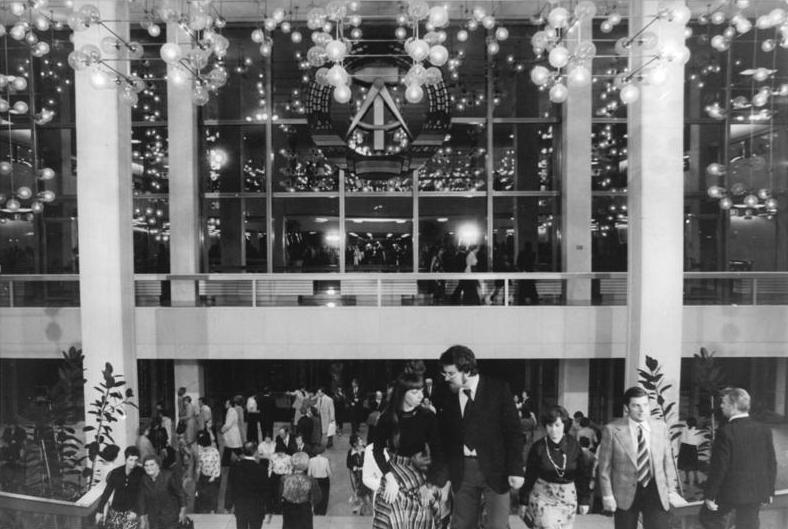
Ingresso anteriore

Qui vi erano gli accessi pubblici principali: l'accesso anteriore era caratterizzato da una grande scalinata che portava al secondo piano, e l'accesso posteriore, dal quale partivano due rampe di scale che arrivavano fino all'ultimo piano. Da entrambi i lati si trovavano ascensori pubblici e scale mobili.

#### Primo piano
Era l'accesso principale al palazzo. La parte centrale ospitava i banchi del servizio guardaroba e del punto informazioni.

#### Secondo piano

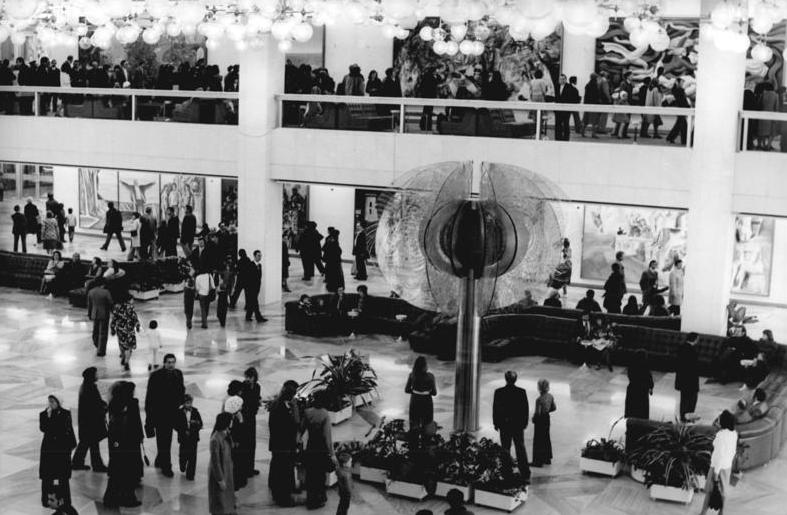
Foyer principale e balconata

Ospitava il foyer principale da cui si accedeva alla sala grande e alle due terrazze esterne. Qui si trovavano una mostra permanente di quadri e una scultura di vetro.

#### Terzo piano
Era caratterizzato da una balconata ad anello che si affacciava sul foyer del secondo piano. Ospitava una mostra permanente di quadri e un bar.

#### Quarto piano
Ospitava il foyer secondario, che dava accesso alle balconate della sala grande. Al quarto piano si trovava anche il Theaters im Palast, il teatro del palazzo.

#### Quinto piano
Ospitava una sala predisposta ai banchetti.

## Storia

### L'edificio centrale

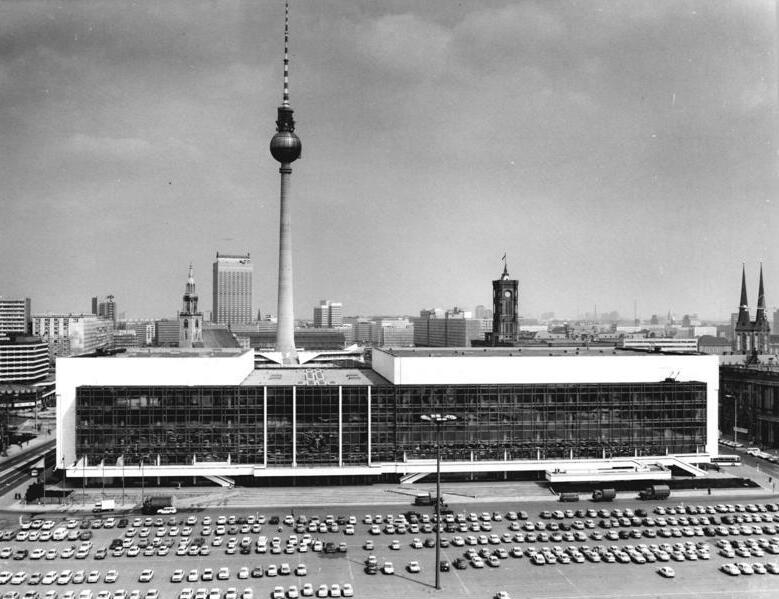
Vista del Palast der Republik nel 1986, con in secondo piano la Torre della televisione di Berlino

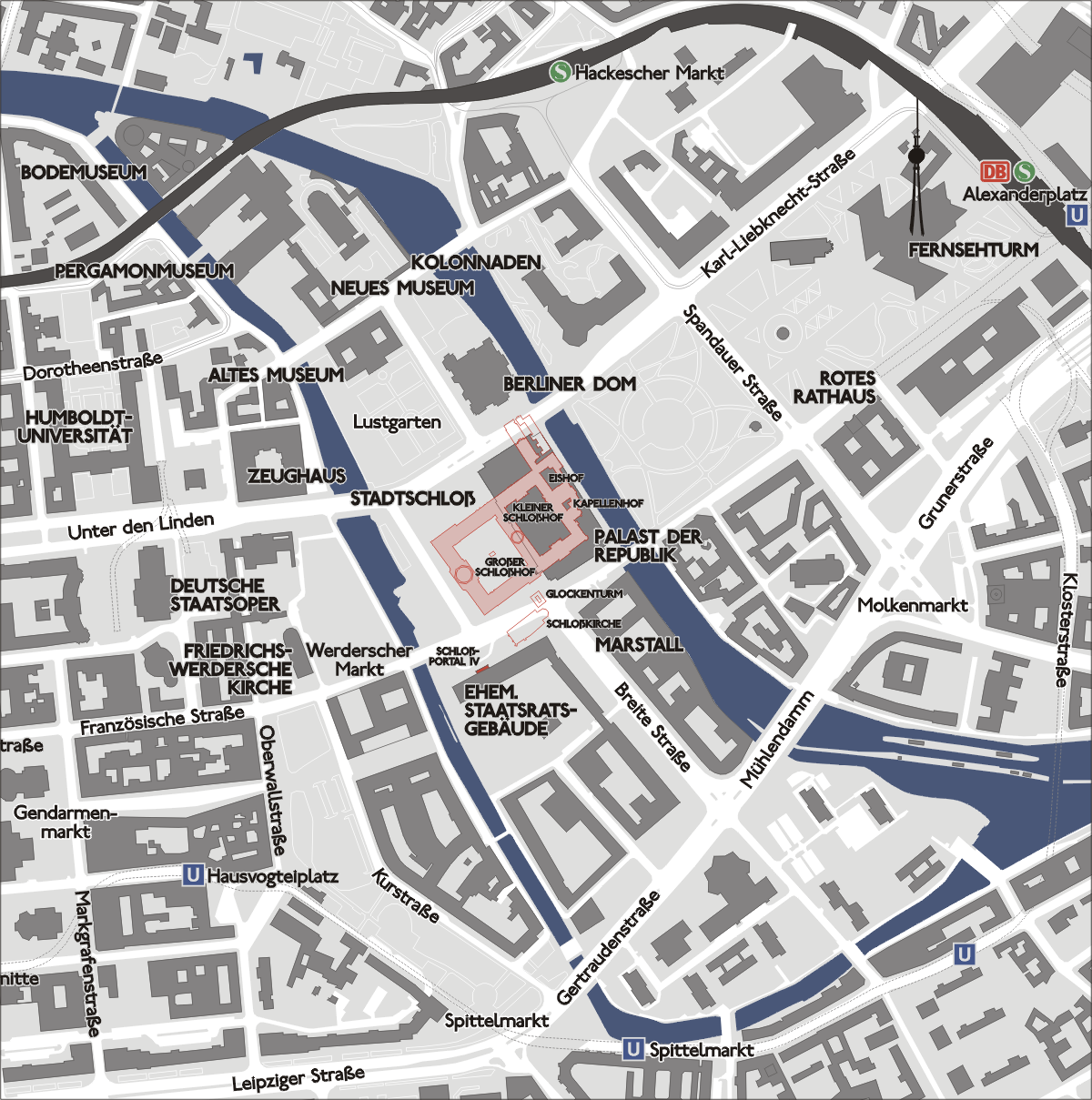
Posizione del Palazzo della Repubblica e del preesistente Castello di Berlino, demolito nel 1950 e ricostruito nel 2020

Già dal 1949, con la fondazione della RDT, si era discusso sulle sorti della Schloßplatz e del Castello di Berlino, in quanto luoghi più rappresentativi della capitale e simboli del militarismo prussiano.
La decisione fu presa rapidamente, con l'abbattimento del castello (danneggiato dalla guerra) già nell'agosto 1950, e la previsione di costruire, sull'area oggi occupata dal Marx-Engels-Forum, un grattacielo sul modello di quelli moscoviti, che ospitasse gli uffici amministrativi statali. La costruzione fu, tuttavia, continuamente rimandata per motivi economici e problemi architettonici e l'area dell'ex castello venne utilizzata come spazio per le mostre di massa o come parcheggio.
Nel 1964 la decisione di costruire la già prevista torre della televisione nel pieno centro cittadino, come "edificio dominante" al posto del previsto grattacielo, cambiò i termini della questione: si pensò quindi di realizzare un palazzo per i congressi, ma anche questo progetto non fu realizzato.
Nel 1971 il nuovo segretario del Partito Socialista Unificato, Erich Honecker, decise di completare la ricostruzione del centro di Berlino con la realizzazione di edifici prestigiosi: il progetto del palazzo fu quindi approvato nel 1973, e fu aperto al pubblico nel 1976.
Dal 1976 al 1990 il palazzo fu il centro culturale e di svago più importante di Berlino Est e dell'intera Repubblica.

### Dopo il 1990

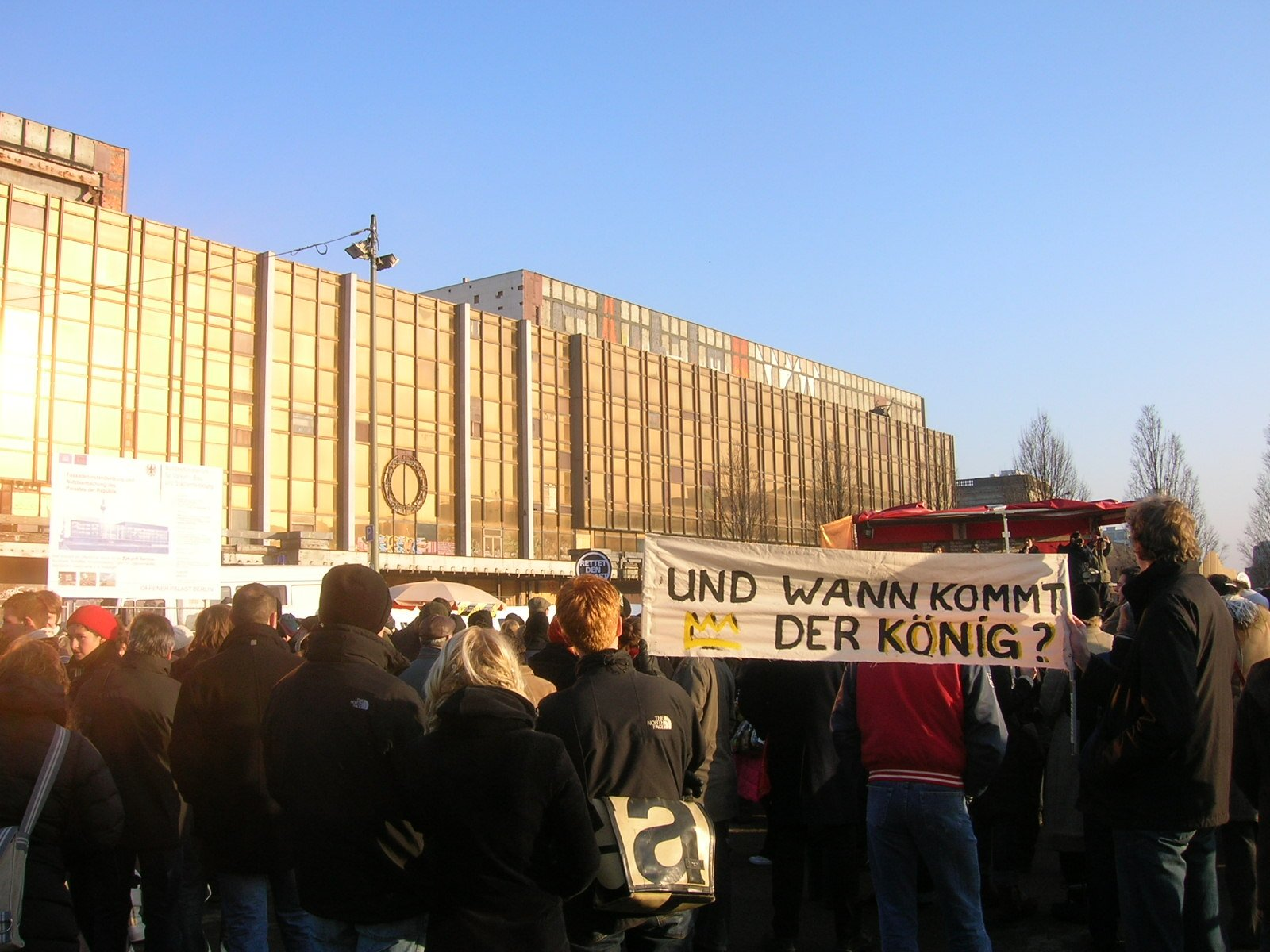
E quando torna il re? Manifestazione contro la demolizione del Palast der Republik, Berlino, 14 gennaio 2006

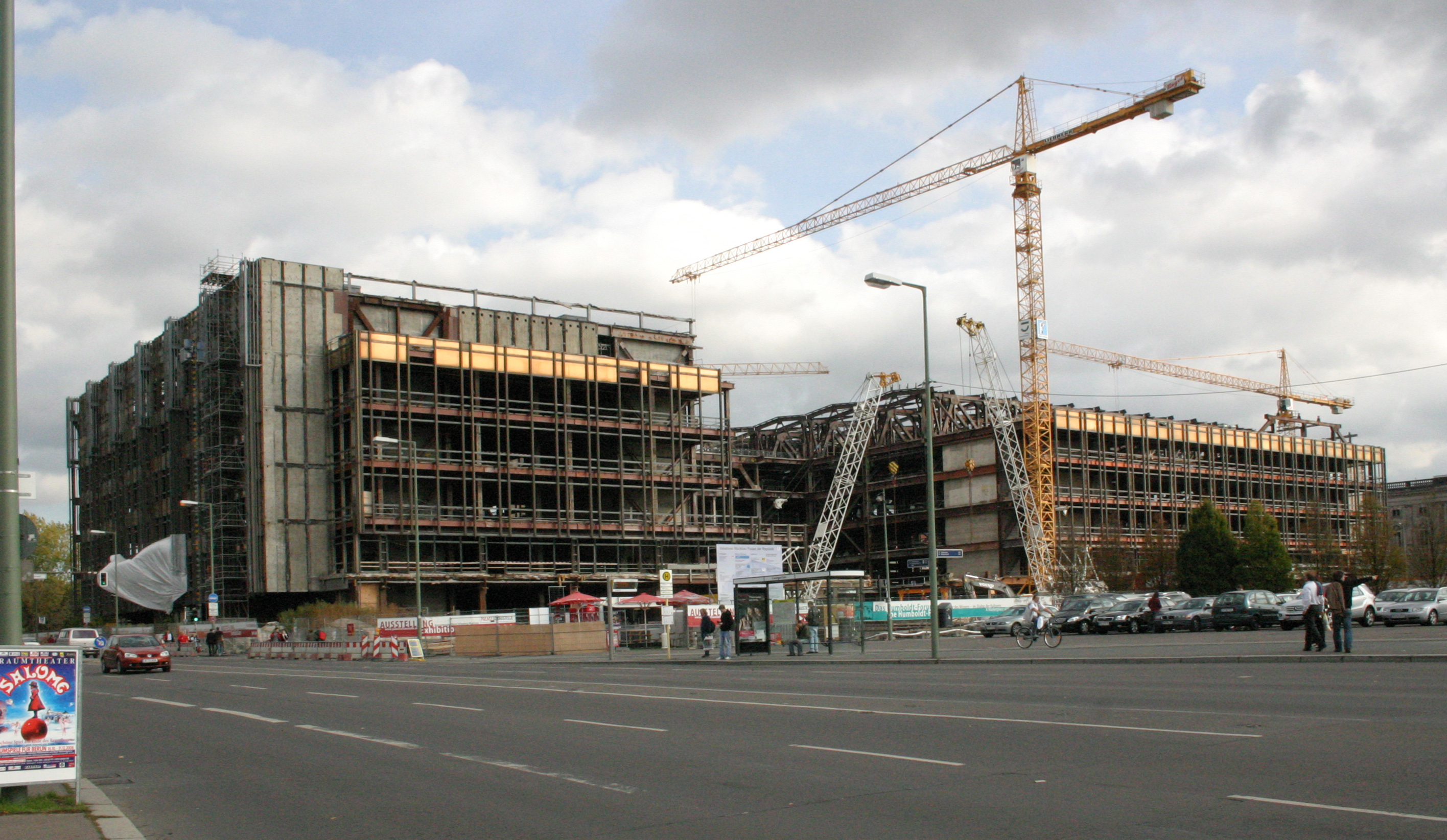
Demolizione del Palast der Republik 2006

Dopo la caduta del Muro di Berlino il palazzo perse rapidamente la sua importanza di centro culturale e di svago. Il palazzo continuò, tuttavia, a ospitare le sedute della Volkskammer.
Le elezioni nella RDT si tennero il 18 marzo 1990. Il nuovo parlamento votò per la chiusura al pubblico del palazzo per il 19 settembre 1990, per l'alto contenuto di amianto presente nella costruzione, non più compatibile con le nuove norme sanitarie.
Dopo la riunificazione tedesca si sviluppò un lungo dibattito sulle sorti del palazzo. Molti ne invocavano la demolizione per motivi politici e architettonici, mentre altri, invece, ne richiedevano il mantenimento, similmente per l'alto valore storico, architettonico e artistico, e ritenevano oltretutto la questione dell'amianto solo un pretesto per cancellare un simbolo della Repubblica Democratica Tedesca; quest'ultima tesi viene avvalorata nel settembre 2012 quando, in un analogo caso di presenza di amianto nell'edificio dell'International Congress Centrum, si decise di non demolire la struttura.
Nel 1993 venne così eretto, sulla Schloßplatz, un modello a grandezza naturale che rappresentava due delle facciate del castello. Contemporaneamente venne indetto un concorso di idee per la risistemazione dell'area.
Dal 1998 al 2001 il palazzo fu decoibentato dall'amianto. Gli anni di abbandono, tuttavia, non ne permisero la riapertura.
Nel 2003 il Bundestag votò per la demolizione del palazzo, al cui posto si prevedeva la realizzazione di un'area verde provvisoria, e la futura costruzione di un nuovo edificio con le facciate identiche a quelle del castello. Nello stesso periodo il palazzo fu completamente svuotato. 
Tra il 2004 e il 2005 la struttura, ormai vuota, fu provvisoriamente riaperta, ospitando mostre d'arte ed eventi culturali. Queste iniziative riaccesero il dibattito sulla conservazione del palazzo, interrotto da un nuovo voto del Bundestag, che, incurante delle manifestazioni di protesta, il 19 gennaio 2006 decise l'immediato inizio della demolizione.
I lavori, iniziati il successivo 6 febbraio, si conclusero nel 2008. Oggi sul sito è presente una copia del castello preesistente, inaugurata nel 2020.

### Il Palazzo della Repubblica nei media
L'Altlastpalast fu un documentario del 2006. Esso mostrò gli ultimi sei mesi di esistenza dell'edificio, la discussione sulla sua demolizione e il dibattito sulla ricostruzione del Castello. Esso mostrò anche le ultime fotografie interne ed aeree del palazzo prima della sua demolizione.
Il palazzo era presente su diverse serie di francobolli.

## Soprannomi
Per il Palast der Republik ci sono stati popolarmente diversi nomi come "Palazzo di Protzo" (Wolf Biermann), "Ballast der Republik" o "Erichs Lampenladen". Quest'ultimo ha giocato un ruolo nell'installazione dell'illuminazione e l'illuminazione a soffitto, in relazione allo Stato e al leader del partito, Erich Honecker.

### Testi di approfondimento
- (DE) Heinz Graffunder, Palast der Republik, in Architektur der DDR, anno 25, n. 5, maggio 1976,  pp. 265-271, ISSN 0323-3413 (WC · ACNP).
- (DE) Heinz Graffunder, Karl-Ernst Swora et al., Palast der Republik, in Architektur der DDR, anno 25, n. 6, giugno 1976,  pp. 528-547, ISSN 0323-3413 (WC · ACNP).
- (DE) Heinz Graffunder e Martin Beerbaum, Der Palast der Republik, Lipsia, 1977.
- (DE) Aufbauleitung Sondervorhaben Berlin (a cura di), Der Palast der Republik und seine Erbauer 1973–1976, Berlino (Est), 1976.
- (DE) Adalbert Behr, Bauen in Berlin 1973 bis 1987, a cura di Erhardt Gißke, Lipsia, Koehler & Amelang, 1987,  pp. 162-164, ISBN 3-7338-0040-0.
- (DE) Anne Holper e Matthias Käther, DDR-Baudenkmale in Berlin, Berlino, VIA Reise Verlag, 2003,  pp. 28-29, ISBN 3-935029-09-8.